# Fokker 100
A Fokker 100 egy keskenytörzsű, ikerhajtóműves utasszállító repülőgép, a Fokker legnagyobb repülője. 1986–1997 között gyártották, ezalatt több mint 200 darab készült belőle. A típus kezdetben igen népszerű volt, mivel üzemeltetése nem igényelt magas költségvetést, később azonban komoly vetélytársakra talált. A Fokker 100 rövidebb törzsű változata a Fokker 70.
A Fokker 100 a Fokker F28-on alapszik.

## Fejlesztés
A Fokker cég a repülő típusalkalmassági bizonyítványára irányuló kérvényt 1983. március 25-én nyújtotta be. 1986 őszére elkészültek a prototípusok, az első Fokker 100-as 1986. november 30-án emelkedett először a levegőbe, a második 1987. február 25-én követte. A repülőgép légialkalmassági bizonyítványát 1987. november 20-án kapta meg. 1988 februárjában megkezdték az első példányok szállítását a fő megrendelő, a Swissair bázisára.
A megrendelő ügyfelek között szerepelt az American Airlines 75 megrendeléssel, a TAM Transportes Aéreos Regionais 50-nel és a US Airways 40-nel. Az American Airlines 3,1 milliárd USD-t fizetett a gépekért, amely a legnagyobb összeg a Fokker történetében.
Noha a Fokker 100 sikeres volt, a cég évekig veszteségeket halmozott fel, ami hozzájárult az 1996-os pénzügyi összeomlásához. A Fokker 100 gyártása 1997 elején leállt.

## Fordítás
- Ez a szócikk részben vagy egészben  a   Fokker 100 című angol Wikipédia-szócikk ezen változatának fordításán alapul.  Az eredeti cikk szerkesztőit annak laptörténete sorolja fel. Ez a jelzés csupán a megfogalmazás eredetét és a szerzői jogokat jelzi, nem szolgál a cikkben szereplő információk forrásmegjelöléseként.